# 713
713 (DCCXIII) fue un año común comenzado en domingo del calendario juliano, en vigor en aquella fecha.

## Acontecimientos

### Europa
- El rey Ealdwulf de East Anglia muere, y es sucedido por su hijo Ælfwald. La reina Cuthbert de Northumbria viaja al sur para fundar un monasterio en Wimborne.
- 18 de febrero: primeras leyes de Liutprando, que se proclama "rey de los lombardos" (713-717).

#### Imperio bizantino
- 3 de junio: el emperador Filipico es cegado, depuesto y enviado al exilio por los conspiradores del ejército de Opsikion en Tracia, después de un reinado de 1 año y 6 meses. Le sucede Anastasio II, un burócrata y secretario imperial, que restaura el orden interno y comienza la reorganización del ejército bizantino.  Ejecuta a los oficiales que han estado directamente involucrados en la conspiración contra Filipico.
- Los omeyas de al-Abbas ibn al-Walid, hijo del califa al-Walid I, saquean Antioquía de Pisidia, que nunca se recupera.

#### Península ibérica
- El reino visigodo finalmente es derrotado en la batalla de Segoyuela.
- 5 de abril: Tratado de Tudmir. El príncipe Teodomiro firma el Tratado de Orihuela con Abd al-Aziz ibn Musa, y se le permite conservar su autoridad en la zona conocida posteriormente como Cora de Tudmir. Mantiene la ciudadela de Orihuela y varios otros asentamientos, incluidos Alicante y Lorca.
- 30 de junio: las fuerzas omeyas bajo Musa ibn Nusayr conquistan la ciudad de Mérida, tras un asedio y posterior capitulación.
- Musa ben Nusayr envía a su hijo Abd al-Aziz ibn Musa para reprimir la revuelta de Sevilla.  Se apodera de Niebla y de Beja. El 5 de abril firmó un pacto con el conde Goth Theudimer en la región de Murcia.

### Asia
- El emperador Xuan Zong liquida el "Tesoro inagotable", que está dirigido por un prominente monasterio budista en Chang'an. Este monasterio recolecta vastas cantidades de dinero, seda y tesoros a través de multitudes de arrepentimientos de personas ricas, dejadas en las instalaciones de forma anónima. Aunque el monasterio es generoso en donaciones, Xuan Zong emite un decreto que suprime su tesorería, debido a que sus prácticas bancarias eran fraudulentas, recolecta sus riquezas y distribuye la riqueza a varios otros monasterios budistas, abadías taoístas y para reparar estatuas, pasillos y puentes en la ciudad.
- En Chang'an, en el Festival de Linternas de ese año, el emperador Rui Zong, recientemente abdicado, erige una enorme rueda de linternas en la puerta de la ciudad, con una altura registrada de 200 pies. El marco está cubierto de brocados y gasa de seda, adornado con oro y jade, y cuando se enciende un total de aproximadamente 50,000 copas de aceite, su resplandor se puede ver desde kilómetros.
- Xuan Zong asigna el dinero de 20 millones de monedas de cobre, y asigna a unos 1000 artesanos para construir una sala en un monasterio budista con toneladas de retratos pintados de él mismo, y de deidades, fantasmas, etc.
- Xuan Zong gana una lucha de poder con su hermana, la princesa Taiping. Ejecuta a un gran número de sus aliados y la obliga a suicidarse.
- Durante la dinastía Tang, publicación de Kaiyuan Za Bao ("Boletín de la Corte"). Primer periódico, estampado a mano en seda (fecha aproximada).
- Comienza la construcción del Gran Buda de Leshan, cerca de Leshan, provincia de Sichuan. Una vez finalizado en 803, se convertirá en el Buda tallado en piedra más grande del mundo.

## Nacimientos
- Carloman, mayordomo de palacio de Austrasia (fecha aproximada).
- Esteban el Joven, teólogo bizantino.
- Zhang Xuan, pintor chino (m. 755).

## Fallecimientos
- 16 de febrero: Yi Ching, monje budista, viajero y traductor chino (n. 635).
- 18 de abril: Ursmaro, abad y obispo misionero franco (n. 644).
- 19 de octubre: Ali ibn Husayn, cuarto imán chií (n. 658).
- Agila II, rey visigodo.
- Ealdwulf, rey de East Anglia.
- Huineng, patriarca budista zen chino (n. 638)
- Li Jiao, canciller de la dinastía Tang (n. 644)
- Filipico, emperador bizantino.
- Taiping, princesa de la dinastía Tang.
- Suitberto de Kaiserswerth, obispo misionero anglosajón.
- Elfleda de Whitby, abadesa y santa anglosajona (n. 654)
- Plechelmo, obispo y misionero irlandés.
- Sa'id ibn Jubayr (n. 665)
- Urwa ibn al-Zubayr, historiador y jurista árabe (n. 643)